# Càrrega puntual
Una càrrega puntual és un model ideal d'una partícula que té una càrrega elèctrica. Una càrrega puntual és una càrrega elèctrica situada en un punt adimensional.
L'equació fonamental de l'electroestàtica és la llei de Coulomb, que descriu la força elèctrica entre dues càrregues puntuals. El camp elèctric associat amb una càrrega puntual clàssica s'incrementa fins a l'infinit a mesura que la distància des de la càrrega puntual tendeix cap a zero, fent l'energia de la càrrega puntual infinita. En electrodinàmica quàntica, desenvolupada en part per Richard Feynman, el mètode matemàtic de renormalització elimina la divergència infinita de la càrrega puntual.
El teorema d'Earnshaw estableix que un conjunt de càrregues puntuals no poden ser mantingudes en equilibri mecànic només amb la interacció electroestàtica entre elles.